# Mitología vietnamita
La mitología vietnamita (en vietnamita: Thần thoại Việt Nam, 神話越南) comprende el folclore, los mitos nacionales, las leyendas o los cuentos de hadas del pueblo vietnamita con aspectos de la religión popular de Vietnam. El folclore y las tradiciones orales vietnamitas también habrían estado influenciadas por el contacto histórico con poblaciones vecinas de habla tai, otros pueblos de habla austroasiática y pueblos de la región que hoy se conoce como la Gran China.

## Mito del origen nacional
La mitología de la etnia vietnamita (los Việt, 越) se ha transmitido a través de tradiciones orales y por escrito. La historia de Lạc Long Quân (雒龍君) y Âu Cơ (嫗姬) se ha citado como el mito común de la creación del pueblo vietnamita. La historia detalla cómo dos progenitores, el hombre conocido como Lạc Long Quân y la mujer conocida como Âu Cơ, dieron a luz a "cien huevos, cincuenta de los cuales eclosionaron, se asentaron en tierra y acabaron convirtiéndose en el pueblo vietnamita".
Sin embargo, la historia, conocida como Con rồng cháu tiên (昆蠬𡥙仙, "Descendientes del Dragón y el Tiên"), se califica de truyền thuyết (傳說, "leyenda"), un "tipo de relato folclórico sobre personajes y acontecimientos históricos, normalmente adornado con elementos fantásticos", y es más parecido a otras leyendas fantásticas, como la historia de Lê Lợi (黎利) al descubrir una espada mítica que tenía una tortuga mágica.
Đại Việt sử ký toàn thư (大越史記全書, "Anales completos de Đại Việt") propuso más detalles sobre los orígenes de los dos progenitores, por ejemplo sobre cómo Lạc Long Quân era hijo de Kinh Dương Vương (涇陽王), que a su vez descendía de Viêm Đế o Emperador Yan (炎帝), también conocido como Thần Nông o Shennong (神農).
Además, Ngô Sĩ Liên (吳士連), el autor del escrito, citó elementos del Lĩnh Nam chích quái. Thần Nông y sus descendientes que conducen a Kinh Dương Vương, Lạc Long Quân y Âu Cơ, e incluso comentó el posible vínculo familiar entre esta pareja (el padre de Lạc, Kinh Dương Vương, y el abuelo de Âu, Đế Nghi, eran hermanos, ambos descendientes de Thần Nông).

## Mitos de la creación

### Thần Trụ Trời
El mito de Thần Trụ Trời cuenta que cuando el mundo era apenas una zona oscura y caótica, apareció un dios de aspecto y fuerza extraordinarios. El dios levantó la cabeza hacia el cielo, cavó él mismo la tierra y aplastó rocas para formar un pilar que sostuviera el cielo. La labor continuó así, y pronto el cielo y la tierra quedaron divididos. Cuando el cielo estuvo elevado y seco, el dios rompió los pilares y arrojó rocas y piedras por todas partes, convirtiéndolas en montañas, islas, altas colinas y amplios mares. Por eso hoy la tierra no es plana.

## Rey de los dioses
El rey de los dioses en la mitología vietnamita es Ông Trời ("Dios del cielo", 翁𡗶). Luego, debido a la influencia de China, se le identificó con el Emperador de Jade, por lo que también se le llamó Ngọc Hoàng Thượng Đế (玉皇上帝), comúnmente conocido como Ngọc Hoàng (玉皇).

## Héroes y dioses populares
Entre las figuras de la mitología vietnamita figuran Los Cuatro Inmortales: el niño gigante Thánh Gióng, el dios de la montaña Tản Viên Sơn Thánh, el niño de la ciénaga Chử Đồng Tử y la princesa Liễu Hạnh.
Uno de los Cuatro Inmortales también resurge en la lucha entre Sơn Tinh y Thủy Tinh ("el dios de la montaña y el dios del Agua"). La leyenda histórica aparece en el relato de la espada mágica Thuận Thiên ("Voluntad del Cielo") del emperador Lê Lợi.
La mitología popular incluye figuras como las mười hai bà mụ ("Doce comadronas"), doce diosas que enseñan a los bebés de un mes de edad habilidades como el mamar y el sonreír.

## Mitos, leyendas e historias populares
Entre los cuentos de hadas o mitos y leyendas vietnamitas más populares figuran:
- Lạc Long Quân y Âu Cơ (el mito vietnamita del origen de la creación).[11]
- La leyenda de Sơn Tinh y Thủy Tinh (el dios de la montaña y el dios del agua).[12]
- La traición de An Dương Vương.[13]
- Lago Hoan Kiem - Lê Lợi y la Espada Mágica.
- Ông Táo - los dioses de la cocina.[14]
- Los orígenes del Bánh chưng - la historia de Lang Lieu.[15]
- Los cuatro elementos: la tortuga, el dragón, el unicornio y el fénix.[16]

## Lecturas complementarias
- Ngan, Nguyen Thi Kim (1 de enero de 2020). «Vietnamese religion, folklore and literature: Archetypal journeys from folktales to medieval fantasy short stories».  En Wade, Alex, ed. Cogent Arts & Humanities (en inglés) 7 (1): 1847769. ISSN 2331-1983. doi:10.1080/23311983.2020.1847769.